# Ravne na Blokah
Ravne na Blokah – wieś w Słowenii, w gminie Bloke. W 2018 roku liczyła 70 mieszkańców.